# 林佳緯
林佳緯（2005年1月11日—），為一名台灣棒球選手，目前效力於中華職棒統一7-ELEVEn獅，守備位置為外野手。

## 早年
林佳緯出生成長於太巴塱部落。從小接受棒球訓練，就讀太巴塱國小、三民國中。高中時就讀穀保家商。

## 職棒生涯
林佳緯於2023年選秀會中被統一7-ELEVEn獅以第1指名選中，簽約金540萬元，外加100萬激勵獎金。
2023年10月7日於台南棒球場對上中信兄弟的比賽中，林佳緯於八局下上場代打，並在九局上接替中外野手守備，為生涯首場出賽。年底的季後挑戰賽中，林佳緯被選入28人登錄名單，並在第一場比賽的九局下，接替陳鏞基代跑，成為中華職棒季後挑戰賽最年輕出賽野手。
2024年5月1日於澄清湖棒球場對上台鋼雄鷹的比賽中，林佳緯單場遭到三振5次，平聯盟紀錄。
2024年5月24日於台南棒球場對上中信兄弟的比賽中，林佳緯在球隊大幅落後的情況下，上場接替劉予承投球，並讓打者林吳晉瑋打成二壘方向滾地球出局，為生涯首次登板投球。同年8月21日於台南棒球場對上中信兄弟的比賽中，球隊再度大幅落後，因此林佳緯再度登板，接替高塩將樹投球，而中信兄弟總教練平野惠一則換上投手謝榮豪代打，並叮囑其不要揮棒，最終林佳緯投出生涯首次三振。
林佳緯2025年春訓期間未在官辦熱身賽出賽，亦未被納入開季陣容；總教練林岳平解釋，此用意在於考慮其因參加國家隊而需要延長春訓，且期待他從底層歷練起。林佳緯自二軍出賽，4月9日返回一軍並擔任先發。同月中，他開始守中外野。

## 國際賽經歷

### 2026世界棒球經典賽資格賽
林佳緯入選2026年世界棒球經典賽資格賽中華隊。2025年2月13日，在面對韓國樂天巨人隊的交流賽中於第8局擊出滿貫全壘打，使中華隊由平手轉為領先；終場中華隊以7：3勝出。
正式比賽期間，林佳緯在面對西班牙首場比賽，於第4局不知被判超時，在2好球下短打而被三振。解釋當下情況，他表示自己等待前位跑者上壘時，誤將裁判手勢解讀為催促跑者，而不知自己被記一顆好球。在計時上，該屆經典賽資格賽導入美國職棒大聯盟規範，較中華職棒之規定更為緊湊。當屆中華隊發生6次超時違規，為所有隊伍中最多，其中林佳緯即有3次。此經驗再度引起中華職棒修改相關規定的討論。

## 外部連結
- 林佳緯在台灣棒球維基館上的頁面（繁體中文）
- 林佳緯在美國職棒官網（英语）
- 林佳緯在中華職棒官網
- 林佳緯在Baseball-Reference.com（小聯盟以及海外聯盟）（英语）

| 獎項          | 獎項                                      | 獎項        |
| ------------- | ----------------------------------------- | ----------- |
| 前任： 朱育賢 | 中華職棒總冠軍賽優秀球員獎（敗方） 2024年 | 繼任： 現任 |